# Сборная Ямайки по хоккею с шайбой
Сборная Ямайки по хоккею является хоккейной командой с острова Ямайка. В 2011 году была основана Ямайская Олимпийская Федерация Хоккея, а 18 Мая 2012 года команда была принята в МФХНЛ в качестве ассоциированного члена. Сборная Ямайки не провела ни одного международного матча. Страна имеет 20 зарегистрированных игроков.Чиновники ищут других хоккеистов по всему миру с Ямайскими корнями, которых хотели бы использовать на Олимпийских играх в 2018 году.